# 현대 메가트럭
현대 메가트럭은 대한민국의 4.5~5톤급 중형트럭이다.

## 개요

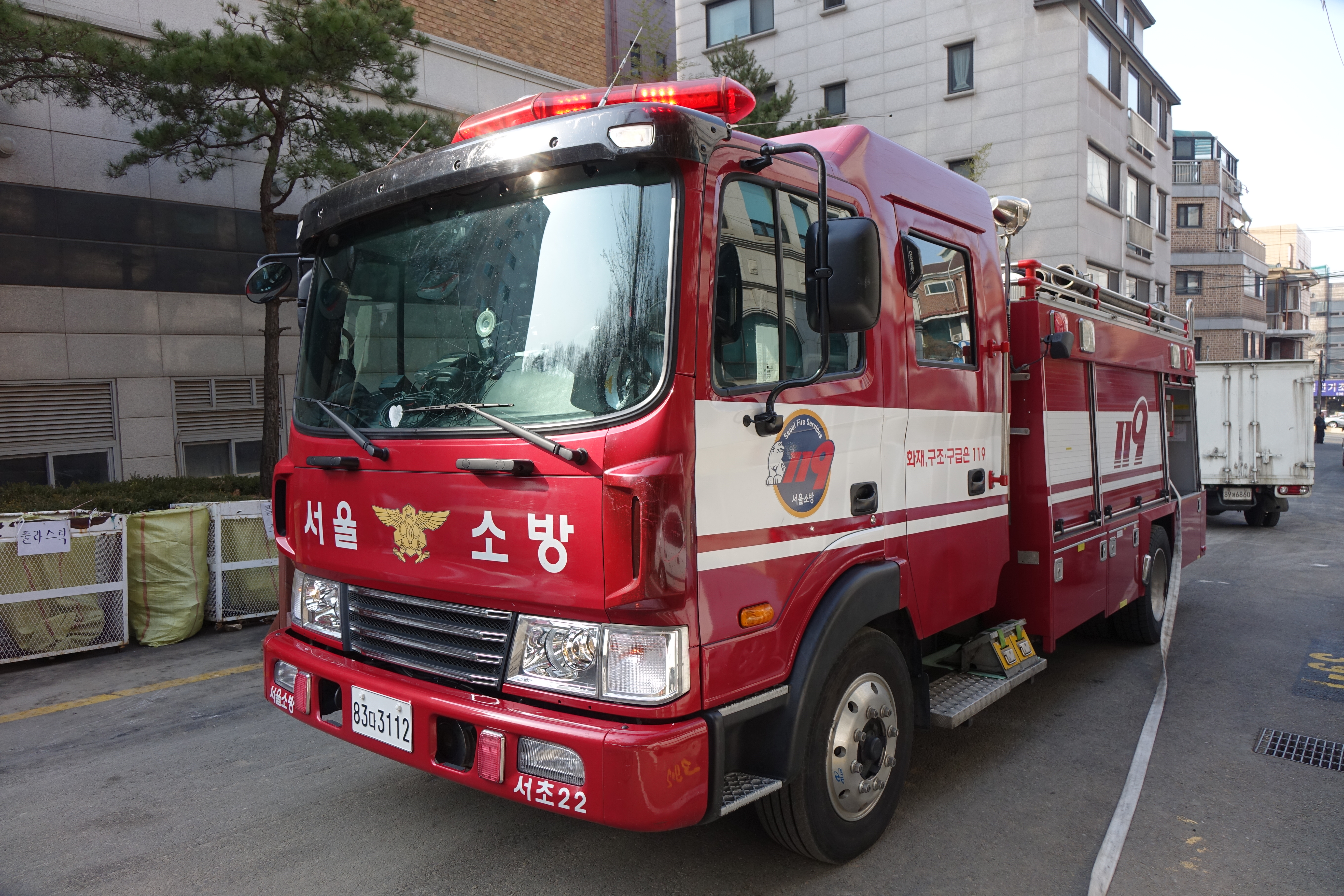
대한민국의 현대 메가트럭 소방차.

2004년 5월에 슈퍼트럭 중형의 페이스리프트 버전으로 출시되었다.

## 1세대(VC)

### 메가트럭 (2004년5월~2017년1월)
등장 초기에는 뉴 라이노에 사용했던 KK 직렬 6기통 디젤 196마력과 225마력 터보인터쿨러 엔진을 사용했다.
선대 모델인 슈퍼트럭처럼 오토매틱과 수동변속기 2가지를 조합하였으며, 최고속도는 130km/h여서 기존 슈퍼트럭과 동일하였다. 내부도 기존 슈퍼트럭과 상당 수 동일했으나, 그래듀얼 파킹브레이크 레버 부분에서 차이가 있었으며, 2006년에 연식변경을 통하여 라디오 데크 디자인을 바꾸고, 에어식 경음기, 신형 K-커먼레일 235마력 유로3 엔진을 얹었고, 그 해, 적재함 길이를 7,000mm 늘린 초장축 PLUS 모델이 추가되어 화물 운송시장의 변혁을 일으켰으며, 2008년식부터 3세대 커먼레일인 유로4 배출가스 기준을 만족시킨 G250마력 엔진을 장착하고, 데칼 디자인과 스티어링 휠 및 계기판 등이 변경되었다. 여기에 기존 초장축 PLUS 모델에서 400mm를 늘린 초장축 플러스 7.4를 추가하였다. 이는 타타대우에서 나오는 노부스 4.5톤/5톤을 의식하여 내놓았으며, 적재함 경쟁이 시작된 것이다. 2008년에는 파워트럭의 캡을 장착하고, 엔진출력 향상과 10볼트 형식의 휠을 추가, 여기에 적재함을 7,600mm와 8,300mm로 늘린 와이드캡 7.6과 8.3 버전이 등장했다. 와이드캡의 연료탱크는 400리터이며, ZF 9단 변속기를 사용한다. 2010년식부터 MP3/CD 플레이어 오디오가 장착되었고, 2011년식부터 데칼이 빨간색으로 변경되고, 와이드캡 모델의 엔진 출력을 5마력 늘린 G280마력 엔진을 장착한 모델이 나와 현재에 이르고 있으나, 2012년식부터는 메가트럭 모델의 엔진을 그린시티 디젤과 동일한 엔진인 G260 엔진을 탑재했으며, 데칼이 회색+빨간색으로 다시 변경되었으며, 메가트럭 연료탱크는 200L에서 250L로, 연료 탱크 재질도 알루미늄으로 변경되고, 알루미늄 에어 탱크가 적용되었다. 2013년식부터는 출력이 270마력으로 올랐으며, 윈도우쪽창이사라져 시야가 넓어졌고 2014년식부터는 좌측 아웃사이드 미러 부분이 바뀌었고, 일반캡은 프리미엄 등급이사라졌다.
2015년 1월부터 유로6 배기가스 기준으로 바뀌어 EGR방식에서 SCR방식으로 바뀌고, 배기량도 5.9L에서 6.3L로 늘어났으며 일반캡은 G280마력, 와이드캡은 G300마력으로 상승하였다.

#### 제원
※본 기준은 2011년식을 바탕으로 한다.
- 전장(mm): 7,010(단축)/7,710(장축)/8,660(초장축)/9,410(초장축플러스)/9,820(초장축플러스 7.4)/10,125(와이드캡 7.6)/10,825(와이드캡 8.3)
- 전폭(mm): 2,260(4.5톤 단축,장축,초장축)/2,420(5톤 단축,장축,초장축)/2,495(초장축 플러스 7.4/와이드캡 7.6/와이드캡 8.3)
- 전고(mm): 2,660(일반캡 전모델)/3,105(와이드캡 7.6,8.3)
- 축거(mm): 3,845(단축)/4,260(장축)/4,895(초장축)/5,395(초장축플러스)/5,695(초장축플러스 7.4)/5,800(와이드캡 7.6)/6,200(와이드캡 8.3)
- 상면지상고(mm): 1,140(일반캡)/1,210(와이드캡)
- 적재함
  - 장(mm): 4,600(단축)/5,300(장축)/6,250(초장축)/7,000(초장축플러스)/7,400(초장축플러스 7.4)/7,600(와이드캡 7.6)/8,300(와이드캡 8.3)
  - 폭(mm): 2,120(단축/장축/초장축 평폭)/2,280(단축/장축/초장축 광폭)/2,350(초장축플러스 7.4/와이드캡 7.6/와이드캡 8.3 4.5톤)/2,310(초장축플러스 7.4/와이드캡 7.6/와이드캡 8.3 5톤)
  - 고(mm): 400(전 차량)
- 윤거(전, mm): 1,870(일반캡)/2,040(와이드캡)
- 윤거(후, mm): 1,660(단축/장축 평폭)/1,800(장축/초장축 광폭~와이드캡)
- 차량중량(kg): 4,860(단축)/4,890(5톤/7톤 단축)/5,175(장축 평폭)/5,215(장축 광폭)/5,335(4.5톤 초장축 평폭)/5,385(초장축 광폭)/5,565(초장축플러스)/5,895(초장축플러스 7.4)/7,080(와이드캡 7.6)

/7,190(와이드캡 8.3)
- 최대적재량(kg): 4,500(4.5톤 단축)/5,000(5톤 단축)/7,000(7톤)/4,500(4.5톤 장축/초장축 이상 와이드캡 8.3까지)/5,000(5톤 장축 이상 와이드캡 8.3까지)
- 최저지상고(mm): 180(일반)/220(와이드캡)
- 승차정원: 3명
- 변속기: 수동 6단(현대다이모스/ZF 6S1000)/자동 6단(엘리슨 2500 A/T)
- 서스펜션(전/후): 스프링형/리프타입 서스펜션
- 구동형식: 4x2
- 연료탱크(L): 100(4.5톤)/200(단축 7톤 이상 전 차량)

#### 라인업
- 일반캡《킹캡/더블캡》
  - WR-B(4.5톤/5톤/7톤 단축)
  - WR-F(4.5톤/5톤 장축)
  - WR-H(4.5톤/5톤 초장축)
  - WR-K(4.5톤/5톤 초장축 플러스)
  - WR-L(4.5톤/5톤 초장축 플러스 7.4)

- 와이드캡《킹캡》
  - WR-P(4.5톤/5톤 와이드캡 7.6)
  - WR-Q(4.5톤/5톤 와이드캡 8.3)

- 트림
  - DLX
  - SUPER
  - GOLD
  - PREMIUM

#### 결함
1. 브레이크 소음현상- 브레이크를 밟을 때 차량의 브레이크 소음이 있다.

### 뉴 메가트럭 (2017년1월~2021년7월)

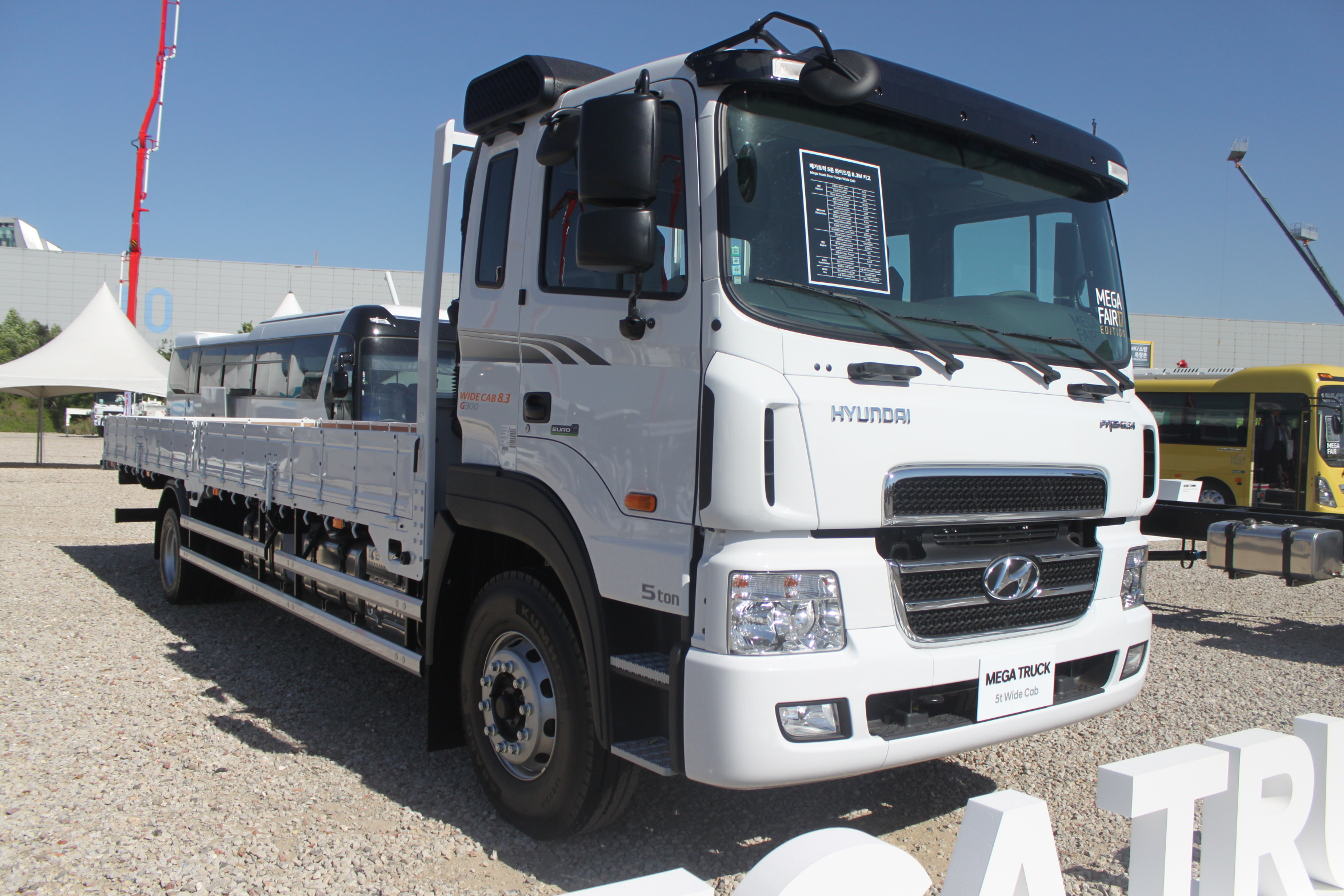
현대 뉴 메가트럭 와이드캡 정측면

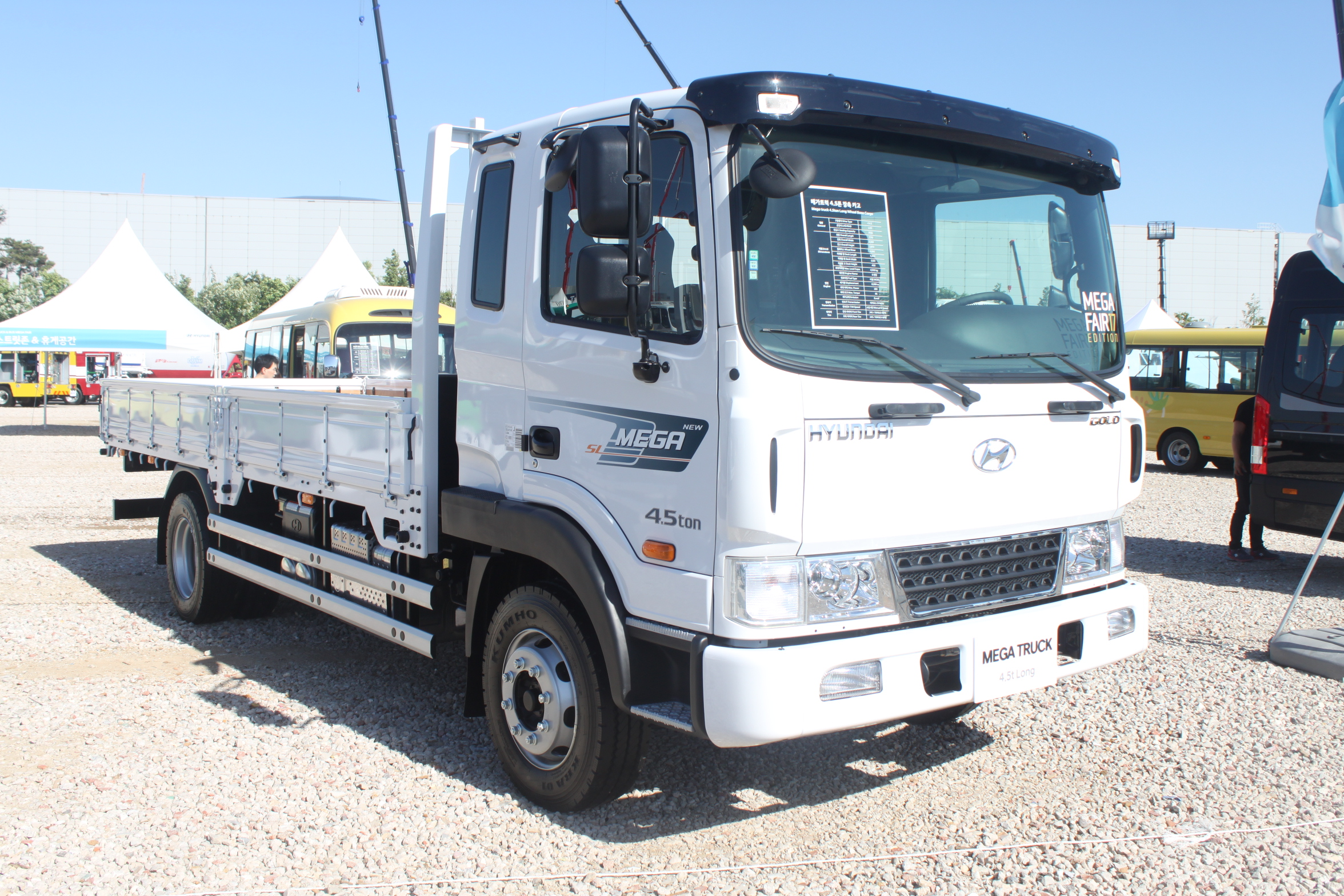
현대 뉴 메가트럭 정측면

2017년 1월부터 뉴 메가트럭으로 바뀌며 그릴,데칼 등 디자인이 바뀌었다.

#### 제원
※본 기준은 2011년식을 바탕으로 한다.
- 전장(mm): 7,010(단축)/7,710(장축)/8,660(초장축)/9,410(초장축플러스)/9,820(초장축플러스 7.4)/10,125(와이드캡 7.6)/10,825(와이드캡 8.3)
- 전폭(mm): 2,260(4.5톤 단축,장축,초장축)/2,420(5톤 단축,장축,초장축)/2,495(초장축 플러스 7.4/와이드캡 7.6/와이드캡 8.3)
- 전고(mm): 2,660(일반캡 전모델)/3,105(와이드캡 7.6,8.3)
- 축거(mm): 3,845(단축)/4,260(장축)/4,895(초장축)/5,395(초장축플러스)/5,695(초장축플러스 7.4)/5,800(와이드캡 7.6)/6,200(와이드캡 8.3)
- 상면지상고(mm): 1,140(일반캡)/1,210(와이드캡)
- 적재함
  - 장(mm): 4,600(단축)/5,300(장축)/6,250(초장축)/7,000(초장축플러스)/7,400(초장축플러스 7.4)/7,600(와이드캡 7.6)/8,300(와이드캡 8.3)
  - 폭(mm): 2,120(단축/장축/초장축 평폭)/2,280(단축/장축/초장축 광폭)/2,350(초장축플러스 7.4/와이드캡 7.6/와이드캡 8.3 4.5톤)/2,310(초장축플러스 7.4/와이드캡 7.6/와이드캡 8.3 5톤)
  - 고(mm): 400(전 차량)
- 윤거(전, mm): 1,870(일반캡)/2,040(와이드캡)
- 윤거(후, mm): 1,660(단축/장축 평폭)/1,800(장축/초장축 광폭~와이드캡)
- 차량중량(kg): 4,860(단축)/4,890(5톤/7톤 단축)/5,175(장축 평폭)/5,215(장축 광폭)/5,335(4.5톤 초장축 평폭)/5,385(초장축 광폭)/5,565(초장축플러스)/5,895(초장축플러스 7.4)/7,080(와이드캡 7.6)

/7,190(와이드캡 8.3)
- 최대적재량(kg): 4,500(4.5톤 단축)/5,000(5톤 단축)/7,000(7톤)/4,500(4.5톤 장축/초장축 이상 와이드캡 8.3까지)/5,000(5톤 장축 이상 와이드캡 8.3까지)
- 최저지상고(mm): 180(일반)/220(와이드캡)
- 승차정원: 3명
- 변속기: 수동 6단(현대다이모스/ZF 6S1000)/자동 6단(엘리슨 2500 A/T)
- 서스펜션(전/후): 스프링형/리프타입 서스펜션
- 구동형식: 4x2
- 연료탱크(L): 100(4.5톤)/200(단축 7톤 이상 전 차량)

#### 라인업
- 일반캡《킹캡/더블캡》
  - WR-B(4.5톤/5톤/7톤 단축)
  - WR-F(4.5톤/5톤 장축)
  - WR-H(4.5톤/5톤 초장축)
  - WR-K(4.5톤/5톤 초장축 플러스)
  - WR-L(4.5톤/5톤 초장축 플러스 7.4)

- 와이드캡《킹캡》
  - WR-P(4.5톤/5톤 와이드캡 7.6)
  - WR-Q(4.5톤/5톤 와이드캡 8.3)

- 트림
  - DLX
  - SUPER
  - GOLD
  - PREMIUM

## 와이드캡과 일반캡의 차이
와이드캡은 기존 파워트럭의 캡을 장착하다 보니, 운전석 대시보드가 스티어링휠과 계기판을 제외하여 기존 파워트럭과 동일하다. 그러나, 일반 메가트럭의 경우, 출시 초부터 이어져 온 대시보드 디자인이 그대로이기 때문에 오디오 위치가 루프 쪽에 있어 조작성이 불편한 단점이 있다. 오디오 위치가 루프 쪽에 있어 조작성이 불편한 단점은 경쟁모델인 이베코 유로카고와 메르세데스-벤츠 아테고도 마찬가지다.

## 화재사건
최근 논란이 되고 있는 메가트럭 화재사건들.

1. (2019년 5월) 현대자동차가 DPF 문제 등으로 자발적 시정조치를 취하고 있는 메가트럭에서 또 화재가 발생했다. 이에 차주가 품질문제를 제기하며 현대차 측의 화재 원인 조사를 요구했으나, 화재조사를 실시한 현대차의 감식 결과를 인정하기 힘들다는 입장을 보이고 있어 논란이 일고 있다.  충북 음성 소방서와 제보자 등에 따르면 지난달 8일 충북 음성군에서 하역 작업을 준비 중이던 현대차 메가트럭에서 화재가 발생했다.
출처 : http://www.economytalk.kr/news/articleView.html?idxno=186017#07AG

2. (2019 4월) 8일 상용차 정비업체와 업계전문가 등에 따르면 유로6 기준에 맞춘 질소산화물환원촉매(SCR) 장치의 정화 효율 저하 문제와 매연포집필터(DPF) 균열 등으로, 자발적 시정 조치에 들어간 현대차 메가트럭의 HCI 부분에서 발화된 것으로 의심되는 화재가 최근 발생했다.
출처: http://www.economytalk.kr/news/articleView.html?idxno=182910

이 외에도 부품결함으로 논란이 되고 있음 (출처: http://www.newsis.com/view/?id=NISX20190213_0000556462&cID=10201&pID=10200 )

## 제원
※본 기준은 2011년식을 바탕으로 한다.
- 전장(mm): 7,010(단축)/7,710(장축)/8,660(초장축)/9,410(초장축플러스)/9,820(초장축플러스 7.4)/10,125(와이드캡 7.6)/10,825(와이드캡 8.3)
- 전폭(mm): 2,260(4.5톤 단축,장축,초장축)/2,420(5톤 단축,장축,초장축)/2,495(초장축 플러스 7.4/와이드캡 7.6/와이드캡 8.3)
- 전고(mm): 2,660(일반캡 전모델)/3,105(와이드캡 7.6,8.3)
- 축거(mm): 3,845(단축)/4,260(장축)/4,895(초장축)/5,395(초장축플러스)/5,695(초장축플러스 7.4)/5,800(와이드캡 7.6)/6,200(와이드캡 8.3)
- 상면지상고(mm): 1,140(일반캡)/1,210(와이드캡)
- 적재함
  - 장(mm): 4,600(단축)/5,300(장축)/6,250(초장축)/7,000(초장축플러스)/7,400(초장축플러스 7.4)/7,600(와이드캡 7.6)/8,300(와이드캡 8.3)
  - 폭(mm): 2,120(단축/장축/초장축 평폭)/2,280(단축/장축/초장축 광폭)/2,350(초장축플러스 7.4/와이드캡 7.6/와이드캡 8.3 4.5톤)/2,310(초장축플러스 7.4/와이드캡 7.6/와이드캡 8.3 5톤)
  - 고(mm): 400(전 차량)
- 윤거(전, mm): 1,870(일반캡)/2,040(와이드캡)
- 윤거(후, mm): 1,660(단축/장축 평폭)/1,800(장축/초장축 광폭~와이드캡)
- 차량중량(kg): 4,860(단축)/4,890(5톤/7톤 단축)/5,175(장축 평폭)/5,215(장축 광폭)/5,335(4.5톤 초장축 평폭)/5,385(초장축 광폭)/5,565(초장축플러스)/5,895(초장축플러스 7.4)/7,080(와이드캡 7.6)

/7,190(와이드캡 8.3)
- 최대적재량(kg): 4,500(4.5톤 단축)/5,000(5톤 단축)/7,000(7톤)/4,500(4.5톤 장축/초장축 이상 와이드캡 8.3까지)/5,000(5톤 장축 이상 와이드캡 8.3까지)
- 최저지상고(mm): 180(일반)/220(와이드캡)
- 승차정원: 3명
- 변속기: 수동 6단(현대다이모스/ZF 6S1000)/자동 6단(엘리슨 2500 A/T)
- 서스펜션(전/후): 스프링형/리프타입 서스펜션
- 구동형식: 4x2
- 연료탱크(L): 100(4.5톤)/200(단축 7톤 이상 전 차량)

## 라인업
- 일반캡《킹캡/더블캡》
  - WR-B(4.5톤/5톤/7톤 단축)
  - WR-F(4.5톤/5톤 장축)
  - WR-H(4.5톤/5톤 초장축)
  - WR-K(4.5톤/5톤 초장축 플러스)
  - WR-L(4.5톤/5톤 초장축 플러스 7.4)

- 와이드캡《킹캡》
  - WR-P(4.5톤/5톤 와이드캡 7.6)
  - WR-Q(4.5톤/5톤 와이드캡 8.3)

- 트림
  - DLX
  - SUPER
  - GOLD
  - PREMIUM

## 경쟁 차종
- 현대자동차 - 현대 파비스
- 타타대우상용차 - 타타대우 노부스 SE, 타타대우 프리마 중형
- 볼보트럭 - 볼보 FL, 볼보 FE
- 스카니아 - 스카니아 P-시리즈
- 메르세데스-벤츠 - 메르세데스-벤츠 아테고
- MAN - MAN TGM
- 이베코 - 이베코 유로카고
- 이스즈 - 이스즈 포워드

## 같이 보기
- 현대 슈퍼트럭
- 현대 뉴 파워트럭